# Mythen und Legenden
Mythen und Legenden (Originaltitel: Wondrous Myths & Legends) ist eine US-amerikanische Zeichentrickserie aus dem Jahr 1999.

## Handlung
Die Geschwister Nick und Lisa klettern eine steile Felswand hinab und kommen bei der Kammer der Mythen an. Mittels eines magischen Tisches können sie in andere Welten gelangen, in denen Mythen Realität sind. Da Nick gerne seine Schwester ärgert und durch seine Mut oft leichtsinnig handelt, muss Lisa ihm oft aus schwierigen Situationen helfen.

## Produktion und Veröffentlichung
Die Serie wurde 1999 von D'Ocon Films und Sony Entertainment in den Vereinigten Staaten produziert. Dabei sind 13 Folgen entstanden.
Die deutsche Erstausstrahlung im Fernsehen fand am 8. Juli 2012 auf Anixe statt. Zudem wurden die einzelnen Folgen der Serie auf DVD veröffentlicht. 

## Episodenliste
| Folge | deutscher Titel                             | deutsche Erstausstrahlung | englischer Titel                          |
| 1     | Pegasus, das Wunder des geflügelten Pferdes | 08.07.2012                | The Magic of Pegasus, the Winged Horse    |
| 2     | Das Rätsel der Sphinx                       | 08.07.2012                | The Riddle of the Sphinx                  |
| 3     | Das Geheimnis um das Monster von Loch Ness  | 11.07.2012                | The Mystery Of The Loch Ness Monster      |
| 4     | St. George, der tapfere Drachentöter        | 12.07.2012                | The Valor Of St. George, The Dragonslayer |
| 5     | Die goldene Berührung des König Midas       | 13.07.2012                | The Golden Touch Of King Midas            |
| 6     | Der Kampf der Zyklopen                      | 16.07.2012                | The Battle Of The Cyclops                 |
| 7     | Das Geheimnis des trojanischen Pferdes      | 17.07.2012                | The Secret Of The Trojan Horse            |
| 8     | Thors mächtiger Hammer                      | 18.07.2012                | The Mighty Hammer Of Thor                 |
| 9     | Cupidos schelmische Pfeile                  | 19.07.2012                | The Mischievous Arrows of Cupid           |
| 10    | Das verlorene Gold der Azteken              | 20.07.2012                | The Lost Gold of the Aztecs               |
| 11    | Die Ritter der Tafelrunde                   | 23.07.2012                | The Brave Knights of Camelot              |
| 12    | Der Wunsch der kleinen Kobolde              | 24.07.2012                | The Wish of the Wee Leprechauns           |
| 13    | Atlantis, die verlorene Stadt               | 25.07.2012                | The Lost City of Atlantis                 |